# میکی رز
میکی رز (انگلیسی: Mickey Rose؛ ۲۰ مهٔ ۱۹۳۵ – ۷ آوریل ۲۰۱۳) نویسندهٔ کمدی و فیلم‌نامه‌نویس اهل ایالات متحده آمریکا بود.
از فیلم‌ها یا برنامه‌های تلویزیونی که وی در آن نقش داشته است، می‌توان به چه خبر، تایگر لی‌لی؟ اشاره کرد.